# Gressenberg
Gressenberg là một đô thị thuộc huyện Deutschlandsberg thuộc bang Steiermark, nước Áo. Đô thị Gressenberg có diện tích 34,78 km², dân số thời điểm năm 2005 là 339 người.